# Карл Егльзер
Карл Егльзер (нім. Karl Eglseer; 5 липня 1890, Бад-Ішль — 23 червня 1944) — австрійський та німецький офіцер, генерал гірсько-піхотних військ вермахту. Кавалер Лицарського хреста Залізного хреста.

## Біографія
Син директора театру. Закінчив Марбурзьке військове училище. 18 серпня 1908 року поступив на службу в австро-угорську армію. Учасник Першої світової війни. 8 вересня 1914 року був поранений, повернувся в свій полк 1 листопада. 10 грудня 1914 року повернувся на фронт, 24 грудня був важко поранений і потрапив у російський полон. 18 березня 1918 року звільнений і повернувся на службу, але в боях більше не брав участі. Після війни продовжив службу в австрійській армії, в січні 1919 року брав участь в обороні Каринтії від югославських військ. Після аншлюсу автоматично перейшов у вермахт.
Влітку 1939 року був призначений начальником Генштабу виконувача обов'язків командира 18-го армійського корпусу. З 20 жовтня 1940 по 21 жовтня 1942 року — командир 4-ї гірської дивізії. Учасник Балканської кампанії та боїв на радянсько-німецькому фронті. 22 жовтня 1942 року переведений в резерв. З 20 лютого по 1 грудня 1943 року — командир 714-ї піхотної дивізії (з 1 квітня 1943 року — 114-ї єгерської дивізії), яка діяла на Балканах. З 10 грудня 1943 року — командир 18-го гірського корпусу.
23 червня 1944 року загинув в авіакатастрофі Ju 52 в Австрії разом з Едуардом Дітлем, Томасом-Емілем фон Віккеде і Францом Россі.

## Звання
- Кадет (18 серпня 1908)
- Лейтенант (1 травня 1911)
- Оберлейтенант (1 серпня 1914)
- Гауптман (14 травня 1918)
- Штабсгауптман (1 березня 1923)
- Майор (27 вересня 1927)
- Оберстлейтенант (8 вересня 1932)
- Оберст (17 червня 1935)
- Генерал-майор (1 листопада 1940)
- Генерал-лейтенант (1 лютого 1943)
- Генерал гірсько-піхотних військ (1 березня 1944)

## Нагороди
- Ювілейний хрест
- Хрест «За військові заслуги» (Австро-Угорщина) 3-го класу з військовою відзнакою і мечами
- Медаль «За поранення» (Австро-Угорщина) з трьома смугами
- Військовий Хрест Карла (після 12 листопада 1918)
- Загальний і особливий хрест «За відвагу» (Каринтія) (5 грудня 1919) — отримав 2 нагороди одночасно.
- Почесний знак «За заслуги перед Австрійською Республікою», золотий знак (14 жовтня 1930)
- Пам'ятна військова медаль (Австрія) з мечами
- Хрест «За вислугу років» (Австрія) 2-го класу для офіцерів (25 років)
- Почесний хрест ветерана війни з мечами
- Медаль «У пам'ять 13 березня 1938 року»
- Медаль «У пам'ять 1 жовтня 1938»
- Медаль «За вислугу років у Вермахті» 4-го, 3-го, 2-го і 1-го класу (25 років)
- Нагрудний знак «За поранення» в сріблі
- Залізний хрест 2-го і 1-го класу (30 квітня 1941) — за заслуги під час Балканської кампанії; отримав 2 нагороди одночасно.
- Лицарський хрест Залізного хреста (23 жовтня 1941)
- Медаль «За зимову кампанію на Сході 1941/42» (1 серпня 1942)
- Кримський щит
- Орден «Святий Олександр», великий офіцерський хрест з мечами
- Орден Корони Румунії, великий офіцерський хрест з мечами
- Військовий орден Залізного трилисника 3-го і 1-го класу